# آکرو اسپورت ۱
آکرو اسپورت ۱ (به انگلیسی: Acro_Sport_I) یک هواگرد ملخ‌پیشین تک‌موتوره از نوع آکروبات ساخت شرکت Acro Sport است. هواگرد آکرو اسپورت ۱ نخستین پروازش را در ۱۱ ژانویه ۱۹۷۲ میلادی انجام داد.
طراح این هواگرد، Paul Poberezny بود.